# Stefan Skoumal
Stefan Skoumal (29 de novembre de 1909 - 28 de novembre de 1983) fou un futbolista alemany. Va formar part de l'equip alemany a la Copa del Món de 1938.